# Универсальный дизайн
Универсальный дизайн (инклюзивный дизайн) — дизайн зданий, изделий или окружающей среды, делающий их доступными для всех людей, независимо от возраста, инвалидности или других факторов.
Термин «универсальный дизайн» был придуман архитектором Рональдом Мейсом для описания концепции проектирования объектов среды для поддержания их эстетичности, и пригодности к использованию в наибольшей степени всеми людьми, независимо от их возраста, способностей, или социального статуса. Однако именно работа Селвина Голдсмита, автора книги Designing for the Disabled (1963), действительно положила начало концепции свободного доступа для людей с ограниченными возможностями. Его самым значительным достижением было создание опущенного бордюра — теперь это стандартный элемент городской застройки.
Универсальный дизайн возник из более ранних безбарьерных концепций, позволяющих большую свободу передвижения при помощи адаптивной и вспомогательной технологии, а также включающий в эти понятия определённую эстетичность. Интерес к универсальному дизайну растёт вместе с ожидаемой продолжительностью жизни и способностью современной медицины увеличить выживаемость людей со значительными травмами, болезнями и врождёнными дефектами. В одних отраслях универсальный дизайн имеет сильное проникновение на рынок, но во многих других он не получил значительного распространения. Универсальный дизайн также применяется при разработке технологий, инструкций, услуг и других продуктов и сред.
Наиболее типичный пример универсального дизайна — заниженные бордюры или тротуарные пандусы, необходимые для людей в инвалидных колясках, но также используемые всеми пешеходами. Ещё один пример — контрастная по цвету посуда с крутыми бортами, которая помогает тем, у кого есть проблемы со зрением или ловкостью. Есть также шкафы с выдвижными полками, кухонные стойки на нескольких высотах для облегчения исполнения различных задач в разных позах, а также, среди многих систем общественного транспорта, низкопольные автобусы, которые «встают на колени» (опускают кабину на уровень земли, чтобы устранить зазор между салоном и тротуаром) и/или оснащены пандусами, а не бортовыми лифтами.

## Принципы
Центр универсального дизайна при Университете штата Северная Каролина изложил следующие принципы:
1) Справедливое использование
2) Гибкость в использовании
3) Простой и интуитивно понятный
4) Воспринимаемая информация
5) Допуск к ошибкам
6) Низкие физические усилия
7) Размер и пространство для подхода и использования
Каждый приведенный выше принцип кратко определен и содержит несколько кратких рекомендаций, которые могут быть применены к процессам проектирования в любой области: физической или цифровой.
Эти принципы шире, чем принципы доступного дизайна и безбарьерного дизайна.

## Цели
В 2012 году Центр инклюзивного дизайна и доступа к окружающей среде при Университете в Буффало расширил определение принципов универсального дизайна, включив в него социальное участие, здоровье и благополучие. Опираясь на дизайн, основанный на фактических данных, были также разработаны 8 целей универсального дизайна.
1) Посадка по фигуре
2) Комфорт
3) Осведомленность
4) Понимание
5) Хорошее здоровье
6) Социальная интеграция
7) Персонализация
8) Культурная целесообразность
Первые четыре цели ориентированы на работу человека: антропометрия, биомеханика, восприятие, когнитивные способности. Хорошее самочувствие связывает эффективность человеческой деятельности и участие в жизни общества. Последние три цели касаются результатов социального участия. Определение и цели подробно изложены в учебнике «Универсальный дизайн: создание инклюзивной среды».

## Примеры
Контрастная по цвету посуда с крутыми бортами, которая помогает людям с проблемами зрения или ловкости, является примером универсального дизайна. Посудой может пользоваться любой желающий, и ею может пользоваться больше людей, чем плоской тарелкой.
Есть также шкафы с выдвижными полками, кухонные столешницы разной высоты для выполнения различных задач и в различных положениях. Во многих системах общественного транспорта мира используются низкопольные автобусы, которые «встают на колени» (опускают переднюю часть на уровень земли, чтобы устранить зазор) и/или оснащены пандусами, а не бортовыми подъемниками.
Ровные входы на уровне земли без лестниц
Текстуры поверхности, требующие небольшого усилия для перемещения по горизонтали, менее 5 фунтов усилия на 120 фунтов усилия качения
Поверхности, которые являются стабильными, твердыми и устойчивыми к скольжению в соответствии с ASTM 2047
Широкие межкомнатные двери (3’0"), коридоры и ниши с пространством для поворота 60 «× 60» в дверях и тупиках
Функциональные зазоры для подхода и использования элементов и комплектующих
Рычажные ручки для открывания дверей, а не для поворота ручек
Управление одной рукой со сжатым кулаком для работоспособных компонентов, включая станции пожарной сигнализации
Визуальный вывод избыточен по сравнению с информацией в аудиальном выводе
Управление контрастностью визуального вывода
Использование значащих значков с текстовыми надписями
Четкая видимость для уменьшения зависимости от звука
Регуляторы громкости на слуховом выходе
Регуляторы скорости на слуховом выходе
Выбор языка при выводе речи
Пандусный доступ в плавательные бассейны
Субтитры в телевизионных сетях
Знаки с визуальным контрастом светлого на темном
Веб-страницы, предоставляющие альтернативный текст для описания изображений
Инструкция, в которой материал представлен как устно, так и визуально
Надписи крупным шрифтом на кнопках управления оборудованием
Музей, который позволяет посетителям выбирать, слушать описания или читать их

## Стандарты проектирования
В 1960 году были опубликованы технические требования к безбарьерному дизайну. Это был сборник результатов более чем 11-летних исследований в области эргономики для инвалидов. В 1961 году спецификации стали первым стандартом безбарьерного проектирования, получившим название Американского национального стандарта, был опубликован A1171.1. Это был первый стандарт, в котором были представлены критерии проектирования объектов и программ для использования лицами с ограниченными возможностями. Исследование началось в 1949 году в Университете Иллинойса Урбана-Шампейн и продолжается по сей день. Главным исследователем является доктор. Тимоти Ньюджент (его имя указано в начале стандарта 1961, 1971, 1980 годов). В 1949 году доктор Ньюджент также основал Национальную ассоциацию баскетбола на инвалидных колясках. Этот стандарт ANSI A117.1 был принят Управлением общего обслуживания федерального правительства США в соответствии с 35 FR 4814 — 3/20/70, 39 FR 23214 — 6/27/74, 43 FR 16478 ABA- 4/19/78, 44 FR 39393 7/6/79, 46 FR 39436 8/3/81 в 1984 году для UFAS, а затем в 1990 году для ADA. Архивные исследовательские документы находятся в отделе Международного совета по кодексам (ICC) — ANSI A117.1. Д-р. В конце 1950-х и 1960-х годах Ньюджент выступал с презентациями по всему миру, представляя концепцию независимого функционального участия людей с ограниченными возможностями посредством вариантов программ и архитектурного дизайна.
Еще одно всеобъемлющее издание Королевского института британских архитекторов опубликовало три издания в 1963, 1967, 1976 и 1997 годах книги Селвина Голдсмита «Проектирование для инвалидов в Великобритании». Эти публикации содержат ценные эмпирические данные и исследования людей с ограниченными возможностями. Оба стандарта являются отличными ресурсами для проектировщика и строителя.
Дизайнерам, инженерам, руководителям некоммерческих организаций следует преподавать эргономику для людей с ограниченными возможностями, чтобы углубить понимание того, что делает среду полностью приемлемой и функциональной для людей с ограниченными возможностями.
В октябре 2003 года представители Китая, Японии и Южной Кореи встретились в Пекине и договорились создать комитет для определения общих стандартов дизайна для широкого спектра продуктов и услуг, которые просты для понимания и использования. Их цель — опубликовать стандарт в 2004 году, который охватывает, среди прочего, стандарты на тару и обертки для товаров домашнего обихода (на основе предложения экспертов из Японии) и стандартизацию вывесок для общественных объектов, тема, которая представляла особый интерес для Китая, поскольку он готовился к проведению Летних олимпийских игр 2008 года Олимпийские игры.

## Примечание
1. ↑  Writes. Принципы универсального дизайна в повседневно используемых продуктах (англ.). Medium (13 ноября 2018). Дата обращения: 3 июня 2020. Архивировано 30 ноября 2019 года.
2. ↑  Универсальный дизайн: основные 7 принципов дизайн-решений для доступной среды. tiflocentre.ru (12 февраля 2020). Дата обращения: 3 июня 2020.
3. ↑  Давыдова Евгения Михайловна, Радченко Валерия Юрьевна, Радченко Олег Сергеевич. Принципы универсального дизайна как основа формирования профессиональных компетенций дизайнеров // Филологические науки. Вопросы теории и практики. — 2016. — Вып. 4—1 (58). — ISSN 1997-2911.